# 5-MeO-TMT
5-Метокси-2,N,N-триметилтриптамин (5-MeO-2, N, N-TMT, 5-MeO-TMT) представляет собой психоактивное лекарственное средство из триптаминового химического класса, которое действует как психоделик. Вещество впервые синтезировал Александр Шульгин и описал в своей книге TiHKAL (Триптамины, которые я узнал и полюбил). 5-MeO-TMT, как утверждается, проявляет психоактивные эффекты в дозе 75-150 мг внутрь, но они относительно мягкие по сравнению с другими аналогичными соединениями. Это говорит о том, что, хотя метильная группа в 2-положении молекулы нарушает связывание метаболических ферментов, таких как моноаминоксидаза (МАО), она также препятствует связыванию и / или активации рецептора серотонина 5-НТ2А, Ответственных за опосредование галлюциногенных эффектов таких соединений.